# Ulule
Ulule est une entreprise française de financement participatif fondée en 2010.

## Histoire
En août 2012, le site passe la barre des mille projets financés. En janvier 2013, il reçoit des projets de 36 pays, et compte 100 000 donateurs de 140 nationalités différentes.
En mars 2013, l'entreprise, lance une consultation sur l'opportunité de lancer un « Ulule entreprise ». En mai 2013, 400 000 euros sont levés auprès de deux business angels. Le même mois, Ulule rachète la startup bretonne Octopousse. En janvier 2014, Ulule annonce un partenariat avec la banque BNP Paribas, afin de « faciliter les rencontres entre les acteurs du crowdfunding et les entrepreneurs qui ont des projets ».
En avril 2015, ouverture d'un bureau à Montréal et lancement d'Ulule Canada, en partenariat avec la Banque nationale du Canada.
En septembre 2016, Ulule effectue une levée de fonds de 5 millions d'euros auprès de BNP Paribas, la MAIF, et du fonds d'investissement Citizen Capital. En septembre 2021, Ulule lance avec la MAIF, la plate-forme de commerce en ligne Bien ou Bien pour proposer des produits qui respectent des critères de sélection basés sur un double engagement environnemental et social,.
Sur l'année 2023, Ulule collecte 31 millions d'euros pour des projets présents sur son site.
En décembre 2024, Ulule achète son concurrent KissKissBankBank auprès de La Banque postale qui en était propriétaire depuis 2017.

## Projets notables
En 2013, le projet « Noob, le film ! », en récoltant 681 046 €, devient le projet de financement participatif ayant récolté le plus de fonds en Europe, dépassant les 398 942 € de El cosmonauta. En 2017, un nouveau projet de la même licence est proposé, « Noob, le jeu vidéo ! ». Ce projet bat à son tour le record d'Europe, obtenant plus de 1,2 million d'euros de dons, battant ainsi l'ancien record de 801 250 € obtenu entre-temps par des supporteurs allemands afin d'effectuer des travaux sur leur stade[réf. nécessaire].
Les salariés du quotidien Nice-Matin proposent un projet de sauvetage qui recevra le soutien des contributeurs. Un chef-d'œuvre de Gustave Courbet, L'Atelier du peintre, est rénové par le musée d'Orsay à la suite de l'obtention de son objectif financier,.
En juin 2020, Ulule, en partenariat avec So Press, lance sa première campagne Ulule dans le but de lancer le magazine So Good, indépendant et sans publicité,. En juin 2021, un nouveau record sur la plateforme est établi par la campagne de pré-lancement du magazine d’actualité scientifique Epsiloon.

## Modèle de financement
Ulule permet aux internautes de participer au financement de projets créatifs. Lorsqu'une campagne de recherche de fonds est en cours, les internautes peuvent s'engager à faire une donation avec des contreparties proposées par le projet. Si le projet est financé à la hauteur de l'objectif minimum fixé (en euros ou en nombre d'articles commandés), les dons sont collectés et vont aux créateurs du projet.
Ulule touche une commission de différents pourcentages selon le montant récolté sur les projets. Ulule adopte un taux dégressif pour les commissions des projets dépassant 100 000 €.